# Bourgbarré
Bourgbarré település Franciaországban, Ille-et-Vilaine megyében. Lakosainak száma 4692 fő (2022. január 1.). Bourgbarré Vern-sur-Seiche, Chanteloup, Corps-Nuds, Orgères, Saint-Armel és Saint-Erblon községekkel határos.

## Népesség
A település népességének változása:
| Lakosok száma | 855  | 1709 | 2004 | 2954 | 3737 | 3841 | 4132 | 4515 | 4579 | 4692 |
|               | 1968 | 1982 | 1990 | 2006 | 2013 | 2015 | 2017 | 2019 | 2020 | 2022 |